# Spazzacamini

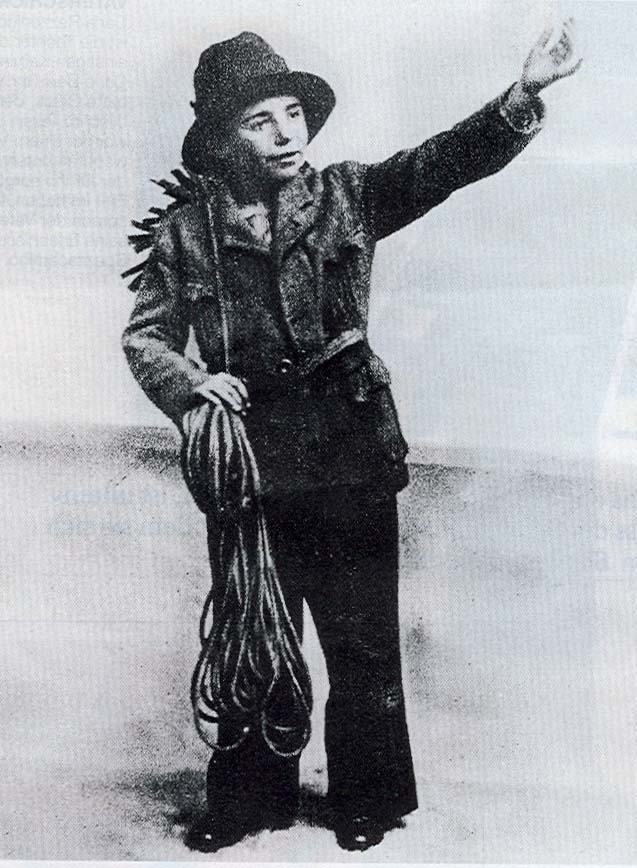
Een Spazzacamino aan het einde van de 19e eeuw. Beeld van het Museo Sonogno.

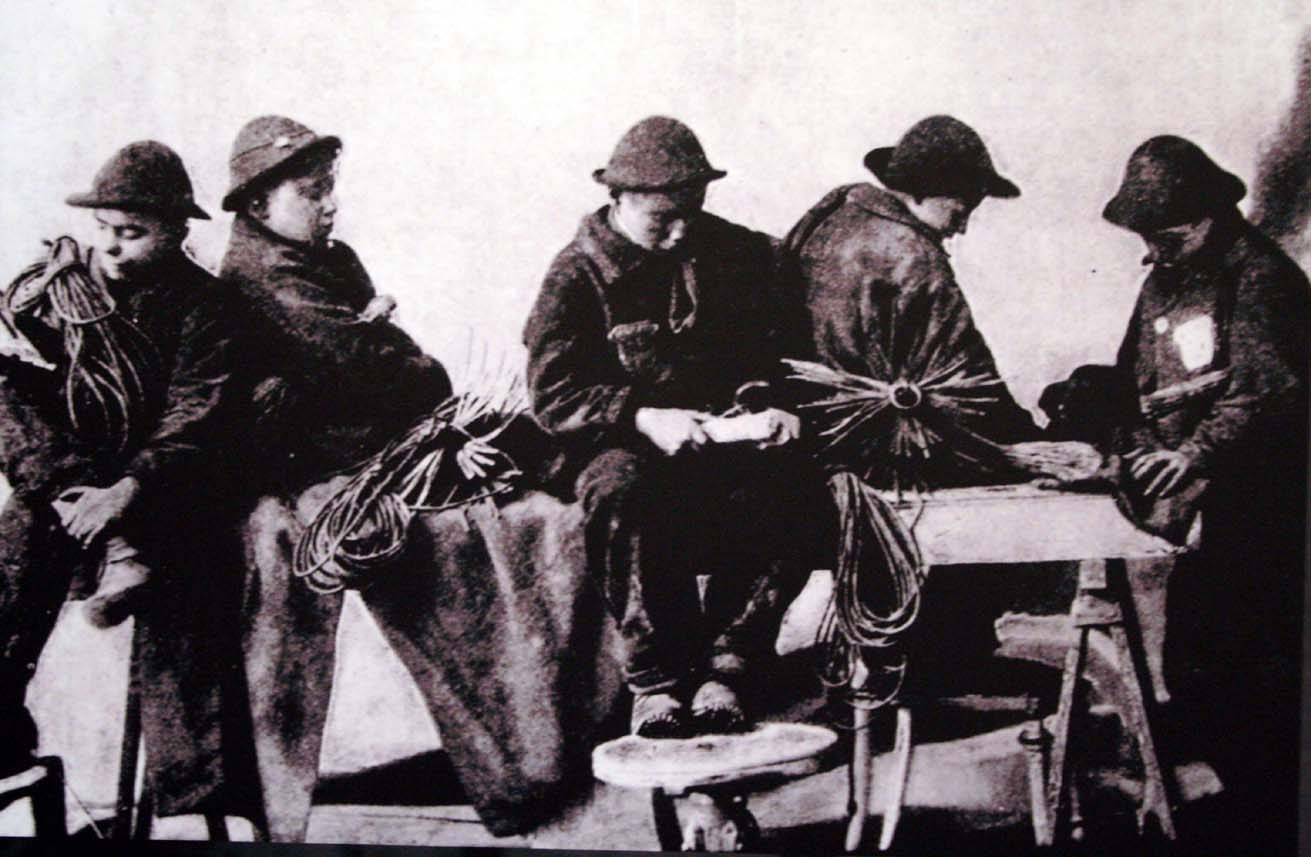
Spazzacamini in Milaan aan het einde van de 19e eeuw. Beeld van het Museo Sonogno.

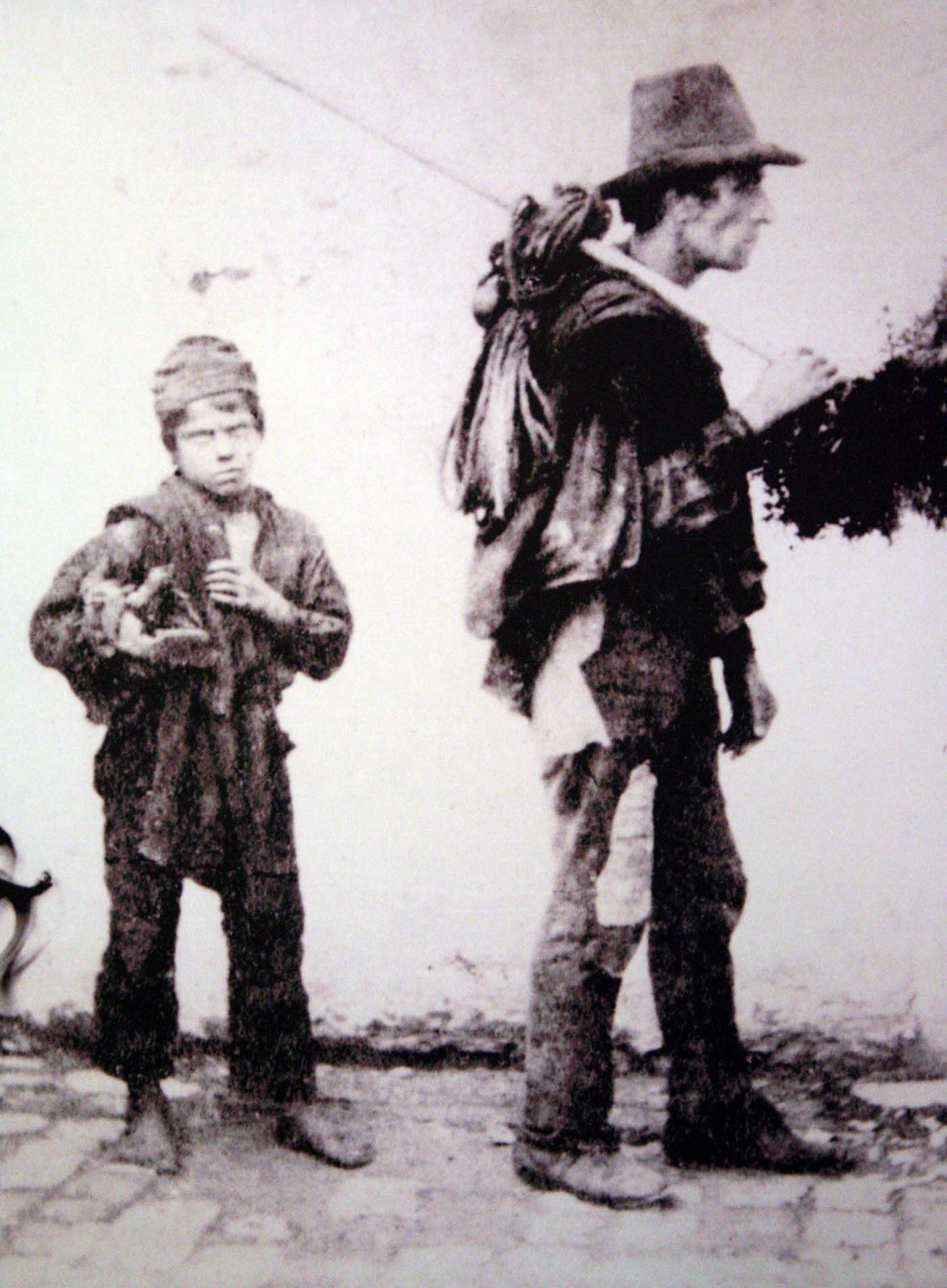

Spazzacamini (Nederlands: schoorsteenvegerskinderen; Duits: Kaminfegerkinder; enkelvoud: Spazzacamino) is een term om de kinderen aan te duiden die in de vorm van kinderarbeid als schoorsteenvegers waren tewerkgesteld  in Zwitserland en in Italië in de 19e en 20e eeuw.

## Omschrijving
De meeste spazzacamini waren jongens tussen 8 en 12 jaar oud, afkomstig van het Zwitserse kanton Ticino. Ze waren felbegeerd bij de padroni, de volwassen schoorsteenvegers, omdat ze nog klein en slank waren en zo gemakkelijker in nauwe schoorstenen konden kruipen om deze te vegen. Als de jongens de top van de schoorsteen hadden bereikt, dienden ze "Spazzacamini!" te roepen als bewijs dat ze wel degelijk tot bovenaan waren geklommen. De arbeidsomstandigheden voor de kinderen waren catastrofaal. Ze kregen veelal geen middagmaal, dienden daardoor te bedelen voor brood en moesten bovendien vaak in stallen overnachten. Het was vies en ongezond werk waarbij men veel in aanraking kwam met roet, met huid- en longkanker of verstikking als mogelijke gevolgen. De spazzacamini werden vooral in de winter ingehuurd. Daardoor was er voor de gezinnen in de achtergestelde valleien van Ticino steeds een mond minder te voeden.